# Brill Cagliari 1975-1976
Nella stagione 1975-1976, la Brill Cagliari ha disputato il campionato di Serie A1 Nazionale,  massimo livello del Basket italiano concludendo la stagione al decimo posto. Nella poule classificazione A giunge secondo conquistando la salvezza.

## Roster

Salvatore Serra

|  | Naz.                   | Ruolo | Sportivo          | Anno | Alt. | Peso |  |
|  | ---------------------- | ----- | ----------------- | ---- | ---- | ---- |  |
|  | Italia (bandiera)      | A     | Giulio Anesa      |      |      |      |  |
|  | Italia (bandiera)      | A     | Enrico Barbieri   |      |      |      |  |
|  | Italia (bandiera)      | A     | Delogu            |      |      |      |  |
|  | Italia (bandiera)      | A     | Eligio De Rossi   |      |      |      |  |
|  | Argentina (bandiera)   | C     | Carlos Ferello    |      | 193  |      |  |
|  | Italia (bandiera)      |       | Massimo Lucarelli |      |      |      |  |
|  | Italia (bandiera)      | G     | Lino Mascellaro   |      |      |      |  |
|  | Italia (bandiera)      | G     | Federico Nizza    |      |      |      |  |
|  | Italia (bandiera)      | A     | Salvatore Serra   |      | 197  |      |  |
|  | Stati Uniti (bandiera) | C     | John Sutter       |      | 205  |      |  |
|  | Italia (bandiera)      | A     | Mario Vascellari  |      | 193  |      |  |